# Landesausschuss (Austria)
Landesausschuss (în traducere directă, comitetul țării) era în Imperiul Austriac și în jumătatea vestică a Dublei Monarhii Austro Ungaria un organ permanent al Dietei Țării cu atribuții executive, premergător al guvernelor federate (Landesregierungen) instaurate în 1920. În fruntea acestui organism se găsea conducătorul numit de împărat al dietei fiecărei țări (al cărui titlu era Landeshauptmann; în Regatul Boemiei, Austria de Jos și Galiția, titlul lui era Landmarschall). Landesausschuss-ul era o contrapondere a Landeschef-ului cezaro-crăiesc (care în diverse țări ale Coroanei se numea Statthalter sau Landespräsident) deoarece acesta din urmă era un reprezentant al împăratului și al guvernului cezaro-crăiesc de la Viena.